# NXT TakeOver: Philadelphia
NXT TakeOver: Philadelphia – gala wrestlingu wyprodukowana przez federację WWE dla zawodników z brandu NXT. Odbyła się 27 stycznia 2018 w Wells Fargo Center w Filadelfii w Pensylwanii. Emisja była przeprowadzana na żywo za pośrednictwem WWE Network. Była to osiemnasta gala z cyklu NXT TakeOver.
Podczas gali odbyło się pięć walk, a także trzy nagrane do emisji podczas kolejnych odcinków tygodniówki NXT. W walce wieczoru Andrade „Cien” Almas pokonał Johnny’ego Gargano i obronił NXT Championship. Ponadto Ember Moon obroniła NXT Women’s Championship pokonując Shaynę Baszler, zaś Aleister Black pokonał Adama Cole’a w Extreme Rules matchu. Podczas gali powrócił Tommaso Ciampa. Walka wieczoru została oceniona na pięć gwiazdek przez Dave’a Meltzera, dziennikarza Wrestling Observer Newsletter; była to pierwsza walka brandu NXT, a także szósta federacji WWE, która otrzymała tak wysoką ocenę.

## Produkcja
NXT TakeOver: Philadelphia oferowało walki profesjonalnego wrestlingu z udziałem wrestlerów z brandu NXT. Oskryptowane rywalizacje (storyline’y) kreowane są podczas cotygodniowych gal NXT. Wrestlerzy są przedstawieni jako heele (negatywni, źli zawodnicy i najczęściej wrogowie publiki) i face’owie (pozytywni, dobrzy i najczęściej ulubieńcy publiki), którzy rywalizują pomiędzy sobą w seriach walk mających budować napięcie. Kulminacją rywalizacji jest walka wrestlerska lub ich seria. NXT TakeOver: Philadelphia było pierwszą galą cyklu TakeOver wyprodukowaną w 2018.

### Rywalizacje
6 grudnia podczas odcinka tygodniówki NXT generalny menadżer tego brandu William Regal ogłosił serię czterech meczów, spośród których zwycięzcy zmierzą się w fatal four-way matchu o miano pretendenta do NXT Championship na gali TakeOver: Philadelphia. W pojedynkach zmierzyli się Kassius Ohno i Johnny Gargano (zastępujący The Velveteen Dreama), Aleister Black i Adam Cole, Killian Dain i Trent Seven, a także Roderick Strong i Lars Sullivan. Swoje walki zwyciężyli Gargano, Sullivan, Dain i Black. Czwórka zawalczyła ze sobą w walce, którą wygrał Gargano, dzięki czemu otrzymał szansę na walkę z posiadaczem tytułu Andrade „Cien” Almasem.
6 grudnia podczas odcinka NXT Aleister Black pokonał Adama Cole’a i dołączył do składu walki czteroosobowej o miano pretendenta do NXT Championship. Grupa The Undisputed Era zainterweniowała w walce powodując porażkę Blacka. 10 stycznia na NXT, Black i Roderick Strong zmierzyli się z Bobbym Fishem i Kyle’em O’Reillym o ich NXT Tag Team Championship, lecz podczas walki Cole zaatakował Blacka i ponownie spowodował jego porażkę. Generalny menadżer William Regal ogłosił, że Black i Cole zmierzą się w Extreme Rules matchu podczas gali NXT TakeOver: Philadelphia.
10 stycznia podczas odcinka NXT, Shayna Baszler zadebiutowała w brandzie pokonując Dakotę Kai, lecz sędzia musiał przerwać walkę z powodu kontuzjowania ręki Kai. Po walce Baszler kontynuowała atak na przeciwniczce, lecz do ringu wbiegła posiadaczka NXT Women’s Championship Ember Moon, która przegoniła debiutantkę. Tydzień później Baszler zaatakowała Aliyah, przez co Moon ponownie musiała interweniować. Mistrzyni wyzwała Baszler do walki, lecz ta chciała, by Moon postawiła na szali swój tytuł. Ember zaakceptowała wyzwanie, zaś William Regal ogłosił zorganizowanie walki na gali NXT TakeOver: Philadelphia.
24 stycznia podczas telekonferencji prasowej promującej galę TakeOver: Philadelphia, Triple H potwierdził, że Velveteen Dream zmierzy się z Kassiusem Ohno podczas gali.

## Wyniki walk
| Nr                                                                                    | Wyniki | Stypulacje                                                           | Czas  |
| ------------------------------------------------------------------------------------- | --- | -------------------------------------------------------------------- | ----- |
| 1N                                                                                    | Nikki Cross pokonała Lacey Evans                                                                                         | Singles match                                                        | 2:28  |
| 2N                                                                                    | TM-61 (Nick Miller i Shane Thorne) pokonali The Ealy Brothers (Gabriela i Uriela Ealy)                                   | Tag team match                                                       | 3:17  |
| 3N                                                                                    | Roderick Strong pokonał Tylera Bate'a                                                                                    | Singles match o miano pretendenta do WWE United Kingdom Championship | 8:32  |
| 4                                                                                     | The Undisputed Era (Bobby Fish i Kyle O’Reilly) (c) pokonali The Authors of Pain (Akama i Rezara) (z Paulem Elleringiem) | Tag team match o NXT Tag Team Championship                           | 14:50 |
| 5                                                                                     | Velveteen Dream pokonał Kassiusa Ohno                                                                                    | Singles match                                                        | 10:45 |
| 6                                                                                     | Ember Moon (c) pokonała Shaynę Baszler                                                                                   | Singles match o NXT Women’s Championship                             | 10:06 |
| 7                                                                                     | Aleister Black pokonał Adama Cole’a                                                                                      | Extreme Rules match                                                  | 22:02 |
| 8                                                                                     | Andrade „Cien” Almas (c) (z Zeliną Vegą) pokonał Johnny’ego Gargano                                                      | Singles match o NXT Championship                                     | 32:22 |
| (c) – mistrz/mistrzyni przed walkąN – walka była nagrywana do oddzielnego odcinka NXT | |                                                                      |       |